# When We Rise
When We Rise (englisch für „Wenn wir uns erheben“) ist eine US-amerikanische Miniserie, die vom 27. Februar bis 3. März 2017 auf dem Sender ABC ausgestrahlt wurde. Sie basiert zum Teil auf den Memoiren When We Rise: My Life in the Movement des amerikanischen LGBT-Aktivisten Cleve Jones. Die Idee zur Serie stammt von Dustin Lance Black, einem offen homosexuellen Drehbuchautor, der sich ebenfalls für LGBT-Rechte einsetzt.
Zwei der acht Folgen der Serie wurden von Gus Van Sant in Szene gesetzt. Mit diesem arbeitete Black bereits für den Film Milk zusammen, für dessen Drehbuch er einen Oscar in der Kategorie Bestes Originaldrehbuch erhielt.
Black recherchierte fast vier Jahre lang für die Serie, während dieser Zeit ließ er sich von den realen Beteiligten beraten und arrangierte Treffen zwischen ihnen und den jeweiligen Schauspielern.
Richard Socarides, ein LGBT-Aktivist, wird von seinem jüngeren Bruder Charles Socarides, Jr. dargestellt, ebenso stellt Rob Reiner David Blankenhorn dar, einen bekannten Befürworter der umstrittenen Proposition 8, deren erbitterter Gegner Reiner war.
Ein deutscher Ausstrahlungstermin für When We Rise steht bislang noch nicht fest.

## Handlung
Die Serie fokussiert sich auf mehrere reale LGBT-Aktivisten, von denen einige zunächst in der Bürgerrechtsbewegung aktiv waren. Kurz nach den Ereignissen von Stonewall im Jahr 1969 formierte sich eine weitere Bewegung, die Lesben- und Schwulenbewegung, deren Zentrum in der Serie vor allem San Francisco ist. When We Rise stellt die Entwicklung dieser Bewegung innerhalb eines Zeitraumes von 45 Jahren dar, inklusive aller persönlichen und politischen Erfolge und Rückschläge der Beteiligten.

## Besetzung
| Rolle                    | Darsteller                                                  | Bemerkungen |
| ------------------------ | ----------------------------------------------------------- | --- |
| Cleve Jones              | Austin P. McKenzie (1972–1981) Guy Pearce (1992–2013)       | Zunächst Friedensaktivist, später LGBT-Aktivist in Kalifornien; unterstützt in den 1970er Jahren die Kandidatur von Harvey Milk; setzt sich in den 1980er und 1990er Jahren gegen die Stigmatisierung von AIDS-Kranken ein; hat die Idee für das NAMES Project AIDS Memorial Quilt; kämpft in den 2010er Jahren erfolgreich gegen die Proposition 8 |
| Roma Guy                 | Emily Skeggs (1972–1981) Mary-Louise Parker (1992–2013)     | Frauenrechtsaktivistin; setzt sich gegen die Diskriminierung von Lesben ein; gründet zusammen mit ihrer Lebensgefährtin Diane das The Women’s Building mit; macht Wahlkampf für die Politikerin Carole Migden; kriegt mit Diane im Jahr 1981 ein Kind; heiratet sie schließlich 2013 |
| Diane Jones              | Fiona Dourif (1972–1981) Rachel Griffiths (1992–2013)       | Lebensgefährtin, später Ehefrau von Roma; ebenfalls Mitglied der Bewegung |
| Sally Miller Gearhart    | Carrie Preston                                              | Mitglied der Lesbenbewegung; Dozentin an der Stephen F. Austin State University, später Schriftstellerin; entwickelt an der San Francisco State University eines der ersten Programme zu den Themen Frauenforschung und Gender Studies; vertritt zum Teil radikal feministische Ansichten; Mitstreiterin von Cleve Jones beziehungsweise Harvey Milk; erbitterte Gegnerin von John Briggs |
| Ken Jones                | Jonathan Majors (1972–1981) Michael K. Williams (1992–2013) | Ehemaliger Soldat und Vietnam-Veteran; wird sich nach dem Umzug nach San Francisco seiner Homosexualität bewusst; ebenfalls in der Schwulenbewegung aktiv, setzt sich vor allem für andere afroamerikanische Mitglieder ein; wird drogenabhängig, nachdem sein Lebensgefährte an AIDS stirbt; besiegt seine Sucht und lässt sich im Jahr 2008 taufen; kämpft anschließend gegen LGBT-Diskriminierung der Kirchen |
| Gilbert Baker            | Dylan Arnold (1972–1981) Jack Plotnick (1992–2013)          | Ehemaliges Mitglied der Armee; setzt sich nach seiner ehrenhaften Entlassung für die Legalisierung von Marihuana ein; näht Banner für LGBT- und Antikrieg-Proteste; Freund und Unterstützer von Harvey Milk; näht im Jahr 1978 die Urfassung der Regenbogen-Flagge |
| Cecilia Chung            | Ivory Aquino                                                | LGBT-Aktivistin und trans Frau; fokussiert sich vor allem auf Gesundheitsfragen; ist in mehreren AIDS-Forschungszentren als Beraterin tätig; unterstützt Ken während seines Entzugs; setzt sich im Jahr 2013 dafür ein, dass auch Nichtversicherten eine geschlechtsangleichende Operation ermöglicht wird |
| Bobbi Campbell           | Kevin McHale                                                | Krankenpfleger aus San Francisco; erleidet im Februar 1981 eine Herpes Zoster, später eine Leukopenie; erkrankt im September an einem Kaposi-Sarkom; macht seine AIDS-Erkrankung als erste Person überhaupt öffentlich; kreiert das erste Poster, das auf AIDS aufmerksam macht; schreibt im San Francisco Sentinel (einer LGBT-Zeitschrift) eine Kolumne und für die lokale Gesundheitsbehörde eine Safer-Sex-Broschüre; im Jahr 1982 aktives Mitglied in der Bewegung People with AIDS, die Gedenkmärsche für AIDS-Erkrankte organisiert; stirbt am 15. August 1984 mit 32 Jahren an einer Kryptosporidiose                                   |
| Dr. Marcus Conant        | Dylan Walsh                                                 | Dermatologe; einer der ersten Ärzte, die AIDS bei Patienten (unter anderem Bobbi Campbell) diagnostizieren; Mitgründer einer der größten privaten AIDS-Kliniken und der San Francisco AIDS Foundation; kämpft in den 2000er Jahren dafür, AIDS-Patienten medizinisches Marihuana verschreiben zu dürfen |
| Ricardo Canto            | Rafael de la Fuente                                         | Cleves Lebensgefährte |
| Jean                     | Caitlin Gerard                                              | Romas erste feste Freundin in San Francisco |
| Scott Rempel             | Nick Eversman                                               | Ein Freund von Cleve; überlässt ihm seine Arbeitsstelle, da er nach Europa versetzt wird |
| Pat Norman               | Whoopi Goldberg                                             | Aktivistin in der Bewegung; gründet im Jahr 1972 die Lesbian Mothers Union, die lesbische Mütter in Sorgerechts-Fragen unterstützt; sensibilisiert in den Jahren 1972 bis 1979 über 300 Gesundheitsarbeiter für die LGBT-Gemeinschaft; erste offen homosexuelle Angestellte des San Francisco Health Department, kümmert sich dort von 1978 bis 1987 um die Belange von LGBT-Patienten, später vor allem um AIDS-Kranke |
| Del Martin               | Rosie O’Donnell                                             | Lebenspartnerinnen und Mitgründerinnen der Daughters of Bilitis, der ersten bürgerrechtlichen Organisation für Lesben in den Vereinigten Staaten; erste offen lesbische Mitglieder der National Organization for Women, Del ist zudem die erste lesbische Frau in deren Leitungsrat; setzen sich dort dafür ein, dass Lesbophobie als Problem der Frauenbewegung anerkannt wird; gründen im Jahr 1972 zusammen mit anderen Aktivisten das erste nach Alice B. Toklas benannte Political Action Committee für LGBT-Demokraten |
| Phyllis Lyon             | Maddie Corman                                               | Lebenspartnerinnen und Mitgründerinnen der Daughters of Bilitis, der ersten bürgerrechtlichen Organisation für Lesben in den Vereinigten Staaten; erste offen lesbische Mitglieder der National Organization for Women, Del ist zudem die erste lesbische Frau in deren Leitungsrat; setzen sich dort dafür ein, dass Lesbophobie als Problem der Frauenbewegung anerkannt wird; gründen im Jahr 1972 zusammen mit anderen Aktivisten das erste nach Alice B. Toklas benannte Political Action Committee für LGBT-Demokraten |
| Jim Foster               | Denis O’Hare                                                | Wird im Jahr 1959 aufgrund seiner Homosexualität unehrenhaft aus der Armee entlassen; zieht nach San Francisco um und wird bald in der Schwulenbewegung aktiv; gründet im Jahr 1964 die Society for Individual Rights, eine der ersten LGBT-Organisationen, mit; hilft zwei Jahre später Pat Norman und Phyllis Lyon dabei, den ersten LGBT-Verein der Demokraten zu eröffnen; wird 1972 der erste offen homosexuelle Redner auf einem Demokraten-Parteitag; lehnt es ab, für Harvey Milk Wahlkampf zu machen, wodurch eine Feindschaft zwischen den beiden entsteht; erliegt am 31. Oktober 1990 im Alter von 55 Jahren seiner AIDS-Erkrankung |
| Dr. Jones                | David Hyde Pierce                                           | Cleves Vater |
| Chad Griffin             | T. R. Knight                                                | Politikberater und prominenter LGBT-Aktivist; gründet zusammen mit Rob Reiner im Jahr 2008 die American Foundation for Equal Rights, um die Proposition 8 anzufechten; bereitet eine Klage vor, holt sich dabei Unterstützung von Theodore Olson und David Boies; hat vor dem Verfassungsgericht schließlich Erfolg; wird im Jahr 2013 Vorsitzender der Human Rights Campaign |
| Richard                  | Sam Jaeger                                                  | Kens Lebensgefährte; stirbt im Jahr 1992 an den Folgen seiner AIDS-Erkrankung |
| Tom Ammiano              | Todd Weeks                                                  | Politiker und Mitglied der Demokraten; mobilisiert im Jahr 1977 zusammen mit Harvey Milk die Bevölkerung mit Erfolg gegen die Briggs Initiative, die es Homosexuellen verbieten soll, Lehrer zu werden; erreicht 1992 als Vorsitzender des Bildungsausschusses, dass Homosexualität im Lehrplan behandelt wird |
| Gavin Newsom             | Matthew Del Negro                                           | Vom 8. Februar 2004 bis 10. Januar 2011 Bürgermeister von San Francisco; weist kurz nach seiner Wahl die Standesämter an, entgegen der bestehenden Gesetze gleichgeschlechtliche Paare zu trauen; diese Ehen werden im August 2004 annulliert; im Jahr 2008 einer der bekanntesten Gegner der Proposition 8 |
| Sylvester James          | Justin Sams                                                 | Erfolgreicher Sänger in den Bereichen R&B, Disco und Soul, der für seine Falsett-Stimme bekannt ist; tritt am Anfang seiner Karriere zusammen mit Drag-Künstlern auf, wechselt selbst stets zwischen Männer- und Frauenkleidung; ist offen homosexuell, eine Ikone der LGBT-Gemeinschaft und hat oft wechselnde, sehr kurze Liebschaften; erliegt am 18. Dezember 1988 41-jährig den Folgen seiner AIDS-Erkrankung |
| Seville                  | Alexandra Grey                                              | Weiteres trans Mitglied der LGBT-Bewegung |
| Jason                    | Willam Belli                                                | Sprecher bei Act Up; sehr direkt und aufgrund der Situation von AIDS-Kranken frustriert; ist gegen das NAMES Project AIDS Memorial Quilt und vertritt die Ansicht, dass die Organisation sich um die Lebenden und nicht um ein Denkmal kümmern sollte, das niemanden interessiert; was Cleve erschüttert und kurzzeitig an dem Projekt zweifeln lässt |
| José Sarria              | Michael DeLorenzo                                           | Will nach seinem Ausscheiden aus der Armee Lehrer werden, wird aber vorher wegen „moralischer Verfehlungen“ verurteilt und arbeitet daher als Drag-Performer; Mitgründer mehrerer LGBT-Organisationen, unter anderem des Kneipenverbandes Tavern Guild; 1961 erster offen homosexueller Kandidat für den Stadtrat; gründet im Jahr 1963 eine der größten wohltätigen LGBT-Organisationen, das Imperial Court System, und nennt sich selbst „Kaiserin José I, Witwe von Norton“ |
| Vaughn Walker            | Richard Schiff                                              | Bundesrichter in Kalifornien; ab dem 11. Januar 2010 Vorsitzender im Fall Hollingsworth v. Perry; verkündet am 4. August 2010, dass die Proposition 8 verfassungswidrig ist; Gegner werfen ihm Befangenheit vor, da er selber homosexuell ist; Supreme Court gibt ihm 2013 recht |
| Michael Smith            | Charlie Carver                                              | Kens erster fester Freund |
| David Blankenhorn        | Rob Reiner                                                  | Gründer des Institute for American Values, bekannter Gegner der gleichgeschlechtlichen Ehe; wird im Prozess Hollingsworth v. Perry als Sachverständiger befragt, seine Aussage wird später als nichtig gewertet; ändert im Jahr 2012 seine Meinung und befürwortet die gleichgeschlechtliche Ehe |
| Robin McGehee            | Pauley Perrette                                             | Leiterin der Non-Profit-Organisation GetEQUAL, die sich durch streitfreudige, aber friedliche Direkte Aktionen und Online-Kampagnen für soziale und politische Gleichheit der LGBT-Gemeinschaft einsetzt |
| Chuck Cooper             | William Sadler                                              | Rechtsanwalt, der den Staat Kalifornien im Streitfall der Proposition 8 vertritt; argumentiert, dass die gleichgeschlechtliche Ehe die traditionelle untergraben wird; ändert seine Meinung, als sich seine Stieftochter als lesbisch outet |
| Richard Socarides        | Charles Socarides, Jr.                                      | Juristischer und politischer Berater von Bill Clinton, Chefberater bei LGBT-Themen; rät Clinton, Don’t ask, don’t tell und den Defense of Marriage Act abzuschaffen; unterstützt die Human Rights Campaign; gründet im Jahr 2010 die LGBT-freundliche Medienorganisation Equality Matters |
| Dr. Charles W. Socarides | John Rubinstein                                             | Vater von Richard Socarides, tätig als Psychiater und Psychoanalytiker; betrachtet Homosexualität als heilbare, psychische Störung; behauptet, dass ein Drittel seiner Patienten heterosexuell werden und dass männliche Homosexualität in den ersten zwei Lebensjahren entsteht und die Folge einer dominanten Mutter und eines unterwürfigen Vaters ist; als Homosexualität von der Liste der Krankheiten gestrichen wird, gründet er 1992 die National Association for Research and Therapy of Homosexuality |
| Yvette A. Flunder        | Phylicia Rashad                                             | Pastorin der Church of God in Christ; predigt ab 1986 für AIDS-Kranke; gründet mehrere Unternehmen und Stiftungen für Personen, die unter der Krankheit leiden; eröffnet im Jahr 1991 die zur United Church of Christ gehörende City of Refuge, die gegen Misogynie und Homophobie vorgeht |
| Bobbi Jean Baker         | Jazzmun                                                     | Aus Memphis stammende trans Frau zieht im Jahr 1992 nach San Francisco; setzt sich gegen häusliche Gewalt und für LGBT-Rechte ein; arbeitet als Pastorin für die United Church of Christ, die West Coast Regional TransSaints Minister of the Fellowship of Affirming Ministries Transcending und die Transcending Transgender Ministries; bei letzterer ist sie zudem als Sängerin im Gospelchor tätig |
| Roberta A. Kaplan        | Mary McCormack                                              | Anwältin aus Ohio; übernimmt im Jahr 2009 die Verteidigung von Edith Windsor, deren verstorbene Ehefrau ihr ein höheres Erbe hinterließ, welches sie aber aufgrund des Defense of Marriage Act nicht annehmen kann; hat im Jahr 2013 schließlich vor dem Supreme Court Erfolg, der die bestehende Gesetzgebung zu gleichgeschlechtlichen Partnerschaften als verfassungswidrig einstuft |
| Ted Olson                | Arliss Howard                                               | Eher konservativer Republikaner, Anwalt und Solicitor General von 2001 bis 2004; tut sich im Jahr 2009 mit David Boies, seinem Prozessgegner im Fall Bush v. Gore, zusammen, um gegen Proposition 8 vorzugehen |
| David Boies              | Henry Czerny                                                | Bekannter Anwalt, der oft für aufsehenerregende Prozesse engagiert wird; Mitglied der Demokraten und LGBT-Aktivist; unterstützt im Jahr 2009 seinen ehemaligen Gegenspieler Ted Olson im Prozess Hollingsworth v. Perry |
| David                    | Balthazar Getty                                             | Mitglied von Kens AIDS-Selbsthilfegruppe, schwer traumatisierter Soldat, der eine ganze Einheit verloren hat; hat Ehefrau und Kinder, ist aber eigentlich homosexuell; versorgt Ken mit Alkohol und anderen Drogen, was zu einem Rückfall führt; will später mit Ken Sex haben, sie trösten sich aber stattdessen gegenseitig ob ihrer Verluste; verlässt die Gruppe am Folgetag |
| Matt                     | Tyler Young                                                 | Mitschüler von Cleve auf einer katholischen Schule; dieser hat mit ihm seinen ersten Kuss |

## Episodenliste
| Nr. | Deutscher Titel | Originaltitel | Erstausstrahlung USA | Deutschsprachige Erstausstrahlung (D) | Regie              | Drehbuch                                               |
| --- | --------------- | ------------- | -------------------- | ------------------------------------- | ------------------ | ------------------------------------------------------ |
| 1 | –               | Part I        | 27. Feb. 2017        | –                                     | Gus van Sant       | Dustin Lance Black                                     |
| Im Jahr 1972 zieht es drei junge, homosexuelle Menschen nach San Francisco: Cleve Jones, ein Friedensaktivist aus Arizona, Ken Jones, ein afroamerikanischer, aus New Jersey stammender Vietnam-Veteran und Roma Guy, eine Frauenrechtsaktivistin aus Boston, möchten in der Großstadt sesshaft werden, die als äußerst offen gegenüber nicht-heterosexuellen Menschen gilt. |                 |               |                      |                                       |                    |                                                        |
| 2 | –               | Part II       | 27. Feb. 2017        | –                                     | Gus van Sant       | Dustin Lance Black                                     |
| Cleve ist zunächst enttäuscht, da San Francisco nicht so liberal ist, wie er sich es gewünscht hatte. Allerdings wandelt sich eine Enttäuschung bald in Begeisterung, als er von einem jungen, homosexuellen Politiker aus New York hört, der für den Stadtrat kandidieren will. Währenddessen kämpft Roma gegen die Entscheidung der National Organization for Women, Lesben nicht mehr als Mitglieder zuzulassen, und Ken akzeptiert allmählich seine sexuelle Neigung. |                 |               |                      |                                       |                    |                                                        |
| 3 | –               | Part III      | 1. März 2017         | –                                     | Dee Rees           | Dustin Lance Black & Dianne Houston Idee: Eileen Myers |
| Sechs Jahre später entsteht durch die Hilfe von Roma und anderen Frauen das The Women’s Building. Dieses ist ein von Frauen geleitetes Gemeinschaftshaus, in dem oft künstlerische Veranstaltungen stafftfinden und in dem sich Frauen über Gleichstellung austauschen können. In der Zwischenzeit unterstützt Cleve den jungen Politiker, der den Namen Harvey Milk trägt. Gegen seine Kandidatur regt sich bei Anita Bryant und John Briggs Widerstand. Bryant, eine bekannte Sängerin, will mithilfe der Organisation Moral Majority konservative Christen mobilisieren, während der Politiker Briggs eine Kampagne startet. Mit dieser soll Homosexuellen und ihren Unterstützern die Arbeit mit Kindern verboten werden. Allerdings erhält die Bewegung durch diese Aktionen noch mehr Rückenwind als vorher, und Milk wird in den Stadtrat gewählt.                                             |                 |               |                      |                                       |                    |                                                        |
| 4 | –               | Part IV       | 1. März 2017         | –                                     | Dee Rees           | Lisa Zwerling Idee: Allison Abner & Lisa Zwerling      |
| Im Jahr 1981 breitet sich in San Francisco eine Krankheit aus, die das Immunsystem schwer beschädigt. Da neben Drogensüchtigen viele der Betroffenen homosexuelle Männer sind, wird sie zunächst Gay-related immune deficiency genannt, später wird sie in AIDS umbenannt. Währenddessen gründen Roma und ihre Lebensgefährtin Diane eine Familie, in dem sie durch eine künstliche Befruchtung Eltern eines Mädchens werden. |                 |               |                      |                                       |                    |                                                        |
| 5 | –               | Part V        | 2. März 2017         | –                                     | Thomas Schlamme    | Dustin Lance Black                                     |
| Zehn Jahre nach der sogenannten AIDS-Krise enthüllt Cleve in Washington das NAMES Project AIDS Memorial Quilt, ein Denkmal in Form eines Quilts, das allen Menschen gedenkt, die an den Folgen der Krankheit gestorben sind. Wenig später geht er nach New York und stattet Act Up, einem Interessenverband, der sich für AIDS-Kranke einsetzt, einen Besuch ab. Dieser will erreichen, dass klinische Studien in Auftrag gegeben werden, um neue Medikamente gegen die Krankheit zuzulassen. Ken fällt durch den Tod seines an AIDS verstorbenen Partners Richard in ein tiefes Loch und fängt an, Drogen zu konsumieren. Roma und Diane unterstützen zusammen mit dem Aktivisten Tom Ammiano die Kandidatur der lesbischen Politikerin Carole Migden für den Stadtrat. Während ihrer Zusammenarbeit stellt sich heraus, dass Tom der Vater ihrer Tochter Annie ist.                                 |                 |               |                      |                                       |                    |                                                        |
| 6 | –               | Part VI       | 2. März 2017         | –                                     | Thomas Schlamme    | Dustin Lance Black                                     |
| Im Jahr 1997 liegt Ken aufgrund seiner Drogensucht in einem Veteranen-Krankenhaus. Er befürchtet, einen Rückfall zu erleiden, Hilfe erhält er von Cecilia Chung, einer trans Frau und Aktivistin. Währenddessen reist Cleve nach Washington, um die Human Rights Campaign zu unterstützen. Eines ihrer aktivsten Mitglieder ist Richard Socarides, der Präsident Clinton auffordert, Don’t ask, don’t tell und den Defense of Marriage Act abzuschaffen. Annie bemüht sich, offen mit ihrem eher ungewöhnlichen Familienhintergrund umzugehen. Cleve, der inzwischen in Palm Springs wohnt, kümmert sich um das Kind eines drogenabhängigen Nachbarn. Neun Jahre später wird er interviewt und gibt seine Einschätzungen zu dem Mord an Matthew Shepard und dem von George W. Bush in die Wege geleiteten Federal Marriage Amendment ab, das die Ehe als Verbindung zwischen Mann und Frau definiert. |                 |               |                      |                                       |                    |                                                        |
| 7 | –               | Part VII      | 3. März 2017         | –                                     | Dustin Lance Black | Dustin Lance Black                                     |
| Kurz nachdem Barack Obama die Präsidentschaftswahlen gewonnen hat, wird durch die sogenannte Proposition 8 die gleichgeschlechtliche Ehe in Kalifornien wieder abgeschafft. Cleve organisiert deswegen den National Equality March in Washington mit, um für gleiche Rechte zu demonstrieren. Roma, Diane und Tom, die vor Kurzem Großeltern geworden sind, rufen das Programm Healthy San Francisco ins Leben, um auch Bürgern der Stadt, die keine Krankenversicherung besitzen, eine grundlegende medizinische Versorgung zu ermöglichen. Ken lässt sich taufen, muss jedoch feststellen, dass andere Kirchen seiner Homosexualität ablehnend gegenüberstehen. |                 |               |                      |                                       |                    |                                                        |
| 8 | –               | Part VIII     | 3. März 2017         | –                                     | Dustin Lance Black | Dustin Lance Black                                     |
| Cleve kämpft die nächsten fünf Jahre lang dafür, Proposition 8 wieder rückgängig zu machen. Ein Bundesgericht gibt ihm im Jahr 2010 recht, allerdings wird gegen dieses Urteil Einspruch eingelegt, weswegen er mit seinem Anliegen letztlich vor den Supreme Court zieht. Dort wird die Abstimmung 2013 für verfassungswidrig erklärt, Proposition 8 ist damit ungültig. Ken will mit Cecilias Unterstützung erreichen, dass neben seiner Glaubensgemeinschaft auch andere Kirchen Homosexualität akzeptieren, und Roma und Diane beschließen, zu heiraten, falls Cleve vor dem Verfassungsgericht Erfolg hat. |                 |               |                      |                                       |                    |                                                        |

## Rezeption
In der Internet Movie Database erhielt When We Rise eine Bewertung von 7,3 aus zehn Sternen basierend auf 2626 abgegebenen Stimmen.
Auf Rotten Tomatoes erhielt die Serie eine Kritikerbewertung von 81 Prozent basierend auf 32 Stimmen, der Durchschnitt liegt bei 6,65 aus zehn Punkten. Die Benutzerwertung beträgt 78 Prozent, hier liegt die durchschnittliche Bewertung bei 3,9 aus fünf Punkten basierend auf 116 Stimmen. Auf Metacritic erhielt die Serie eine Kritikerwertung von 67 aus 100 basierend auf 24 Stimmen sowie eine Nutzerwertung von 6,3 aus zehn basierend auf 49 Stimmen.
Cleve Jones lobte When We Rise und befand, dass die kleinen Veränderungen in einer 50 Jahre langen Geschichte mit mehreren Beteiligten nicht die „Wahrhaftigkeit und Echtheit der Serie mindern“ würden.
Im Jahr 2018 erhielt die Serie einen GLAAD Media Award in der Kategorie Outstanding TV Movie or Limited Series (Bester Fernsehfilm oder Miniserie).